# Рентвајнсдорф
Рентвајнсдорф (њем. Rentweinsdorf) град је у њемачкој савезној држави Баварска. Једно је од 26 општинских средишта округа Хасберге. Према процјени из 2010. у граду је живјело 1.584 становника. Посједује регионалну шифру (AGS) 9674190.

## Географски и демографски подаци
Рентвајнсдорф се налази у савезној држави Баварска у округу Хасберге. Град се налази на надморској висини од 266 метара. Површина општине износи 24,6 km². У самом граду је, према процјени из 2010. године, живјело 1.584 становника. Просјечна густина становништва износи 64 становника/km².